# Thundercade
Thundercade (Tokusyu Butai U.A.G. в Японии, также известна как Twin Formation) — видеоигра в жанре вертикального скролл-шутера, разработанная компанией SETA Corporation в 1987 году и выпущенная в виде аркадного игрового автомата. Была лицензирована компании Taito для производства и распространения. В 1989 году компанией American Sammy была разработана и издана версия игры для игровой консоли Nintendo Entertainment System.

## Игровой процесс
Игрок управляет мотоциклом и сражается с противником в виде солдат и различной военной техники. Он также может уничтожать деревья и строения. Вооружение игрока может быть улучшено взятием колясок, прицепляющихся слева и справа от мотоцикла и имеющих своё вооружение. Возможно использование двух колясок разного типа.
В игре присутствует режим одновременной игры для двух игроков.